# کارن استیوز
کارن استیوز (انگلیسی: Karen Stives; ۳ نوامبر ۱۹۵۰ – ۱۴ اوت ۲۰۱۵) سوارکار اهل ایالات متحده آمریکا بود.